# Felice Riccò

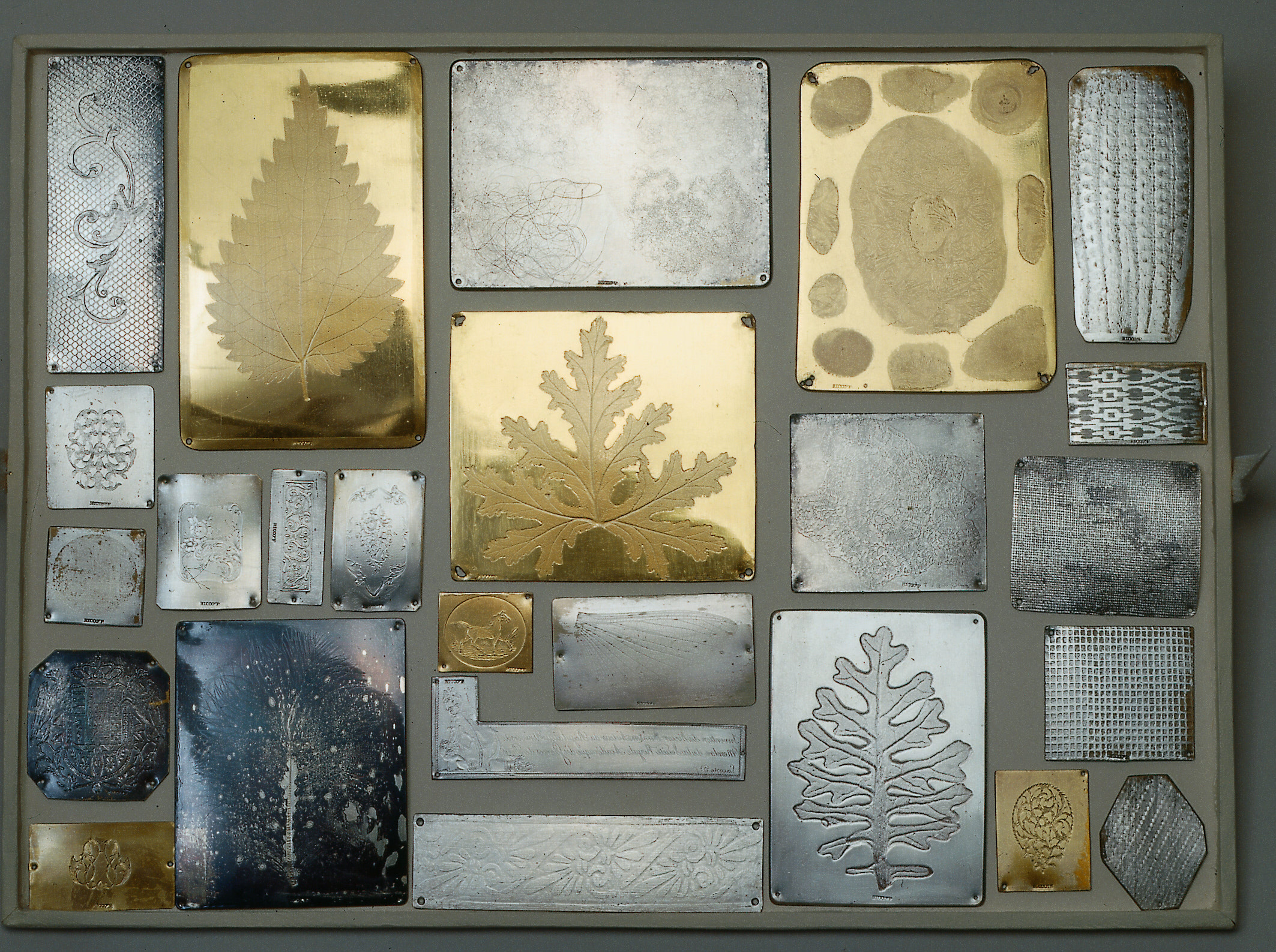
Felice Riccò, Serie di matrici per "stampa naturale". Museo Civico di Modena

Felice Riccò (Modena, 1817 – Modena, 1894) è stato un artigiano e fotografo italiano.

## Biografia
Formatosi negli anni Trenta dell'Ottocento presso la scuola di Ornato dell'Accademia Atestina di Modena, Riccò svolse inizialmente una prevalente attività di orafo e argentiere, meritando l'attenzione del duca Francesco V. Ben presto iniziò ad interessarsi di fotografia, raggiungendo anche in questo campo buoni risultati, tanto che gli fu affidato il ritratto dell'arciduca Massimiliano e quello dell'archeologo Celestino Cavedoni. Nel frattempo egli venne a conoscenza del procedimento di "stampa naturale", tramite i saggi inviati dal direttore dell'Imperialregia Tipografica di Stato di Vienna, Alois Auer, all'Accademia di Scienze, Lettere e Arti di Modena. Fu infatti nella capitale asburgica che, fra il 1849 ed il 1853, vennero apportati tali perfezionamenti al vecchio metodo di stampa da far parlare di una vera e propria invenzione.
Da questo momento in poi Riccò intraprese un'attività varia e complessa il cui scopo era quella di produrre con mezzi meccanici elementi decorativi, piccoli oggetti e forme naturali con l'intento di aprire nuove possibilità di impiego in campo artistico e industriale.
Le ricerche sulla stampa naturale e la fotografia intraprese saranno portate a maggiore compimento scientifico dal figlio Annibale, famoso astronomo.

### L'attività di orefice e le esposizioni alla Società d'Incoraggiamento

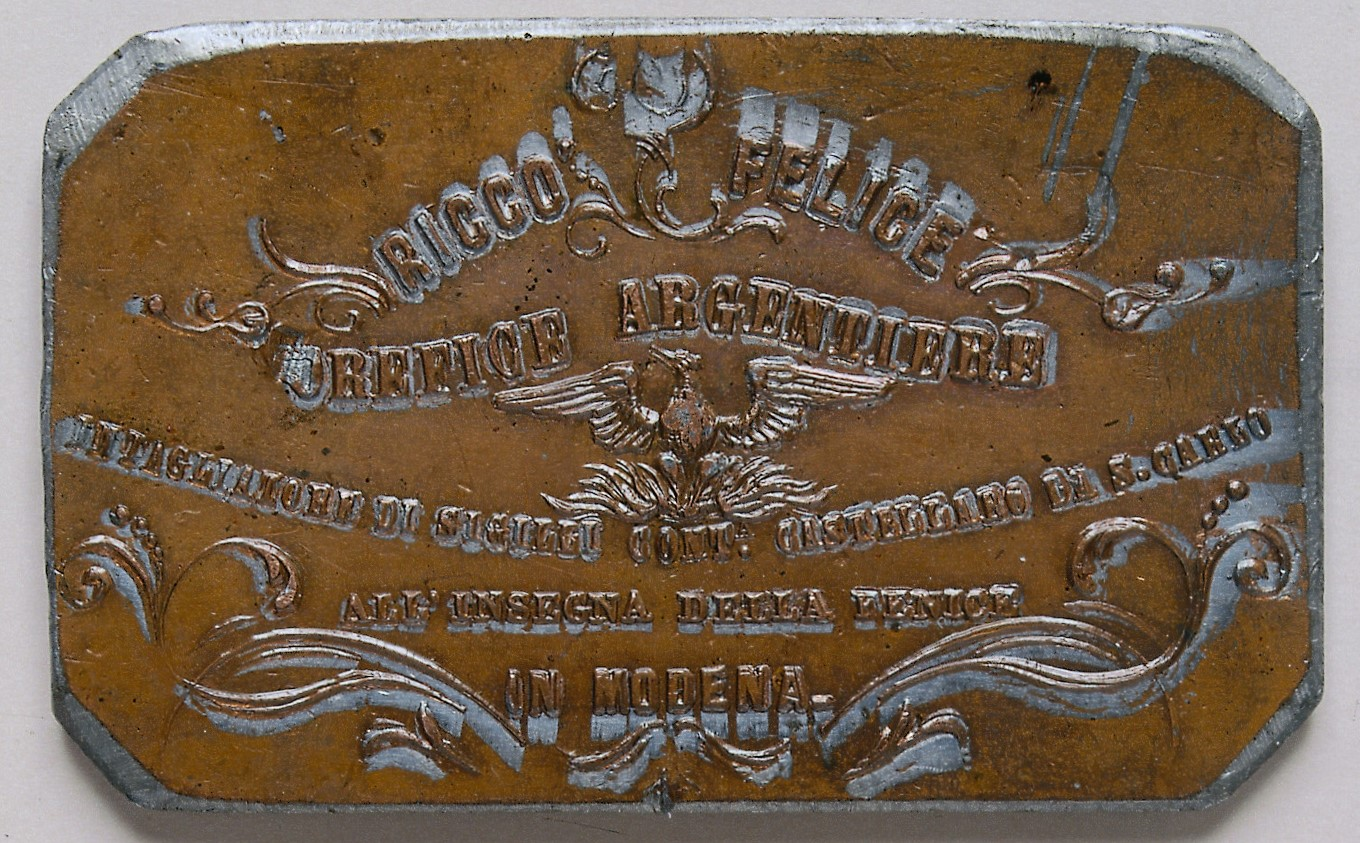

Nel periodo compreso tra il 1847 e il 1849, Riccò lavorò in società con l'orefice modenese Giovanni Borsari arrivando poi ad esercitare la propria attività dal 1849 al 1865 con una sua bottega a Modena. Le rare testimonianze nell'ambito dell'oreficeria giunte fino a noi, in alcuni casi documentate da incisioni, rivelano una particolare finezza esecutiva raggiunta mediante l'abile utilizzo del bulino e del cesello.

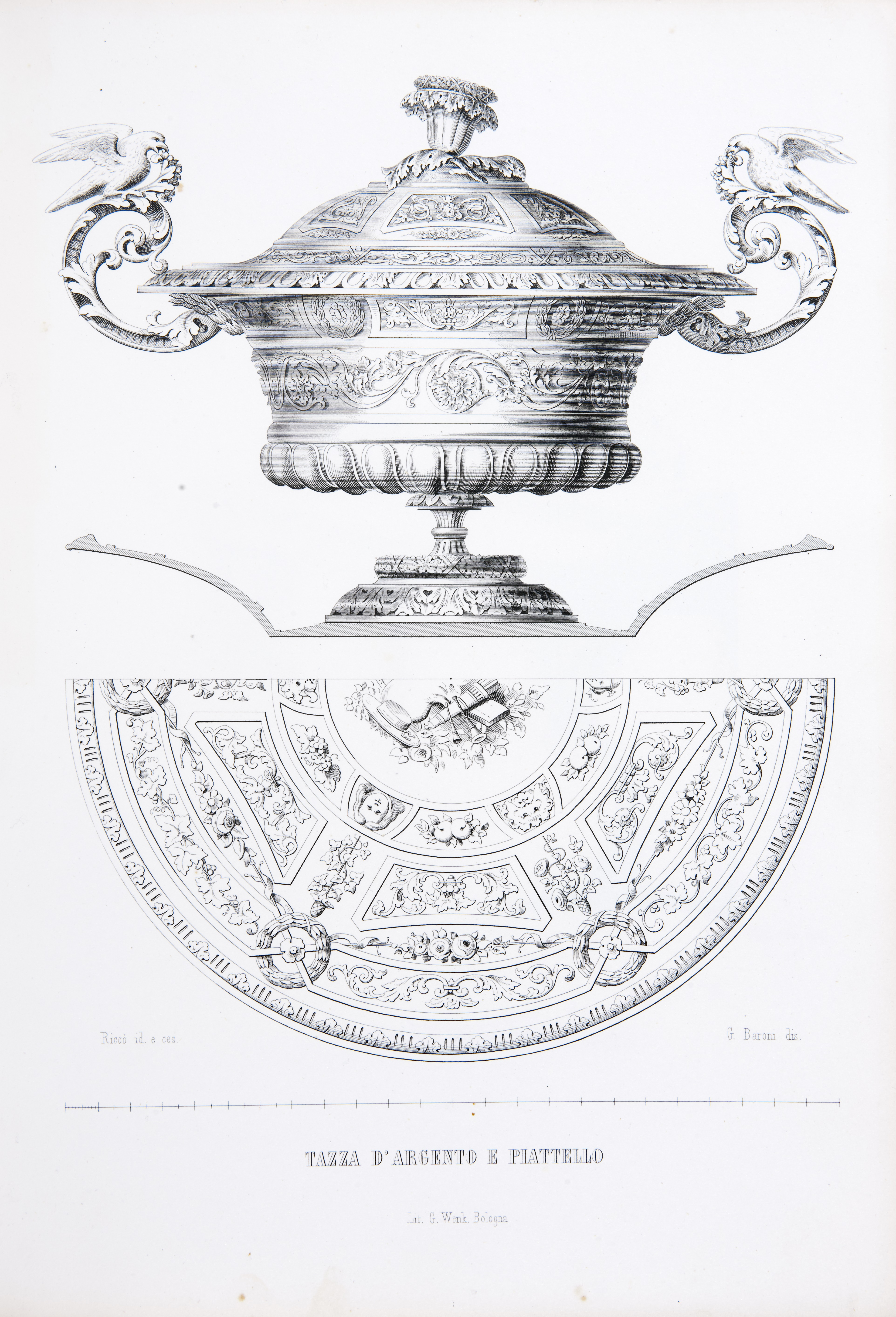
Felice Riccò, Tazza d'argento e piattello

Riccò presentò i suoi lavori alle esposizioni promosse dalla locale Società d'Incoraggiamento degli artisti ottenendo anche in questo caso ampi consensi. Segno del particolare apprezzamento da parte del duca Francesco V fu la nomina a orafo di corte.

### L'attività di fotografo
Al 1855 risale l'avvicinamento di Riccò alla pratica fotografica che ebbe poi modo di approfondire in occasione del soggiorno a Vienna (1856-1857). Data 1857 la prima albumina nota dell'autore raffigurante il Ritratto della contessa Paar. Riccò espose saggi di fotografia all'Esposizione triennale degli anni 1854-1855-1856 alla Reale Accademia Atestina di Belle Arti. Il fotografo aprì una studio fotografico in corso Canalchiaro di cui si ha notizia a partire dal 1863 e dove Riccò mise a punto uno speciale metodo di coloritura che fu oggetto di un'accusa di plagio da parte di Ottavio Baratti. In realtà è probabile che i due fotografi raggiungessero risultati simili nello stesso periodo.

### La stampa naturale

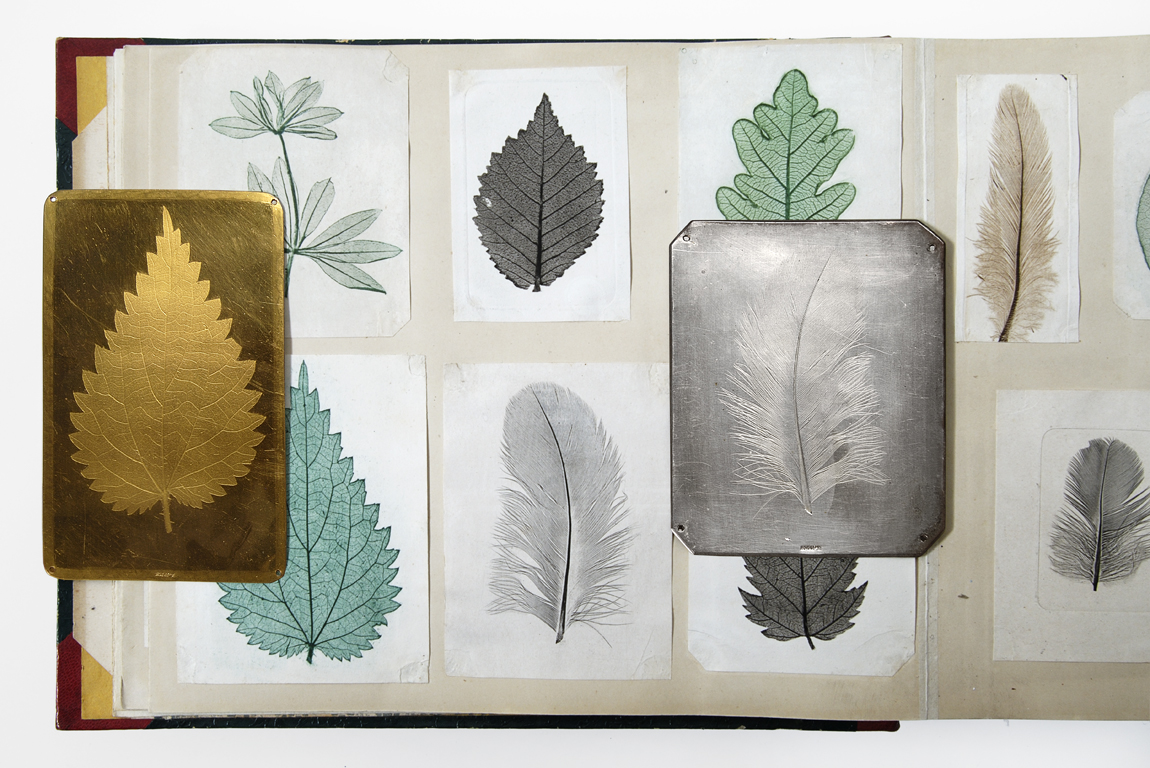
Felice Riccò, Album e matrici per stampa naturale. Museo Civico di Modena

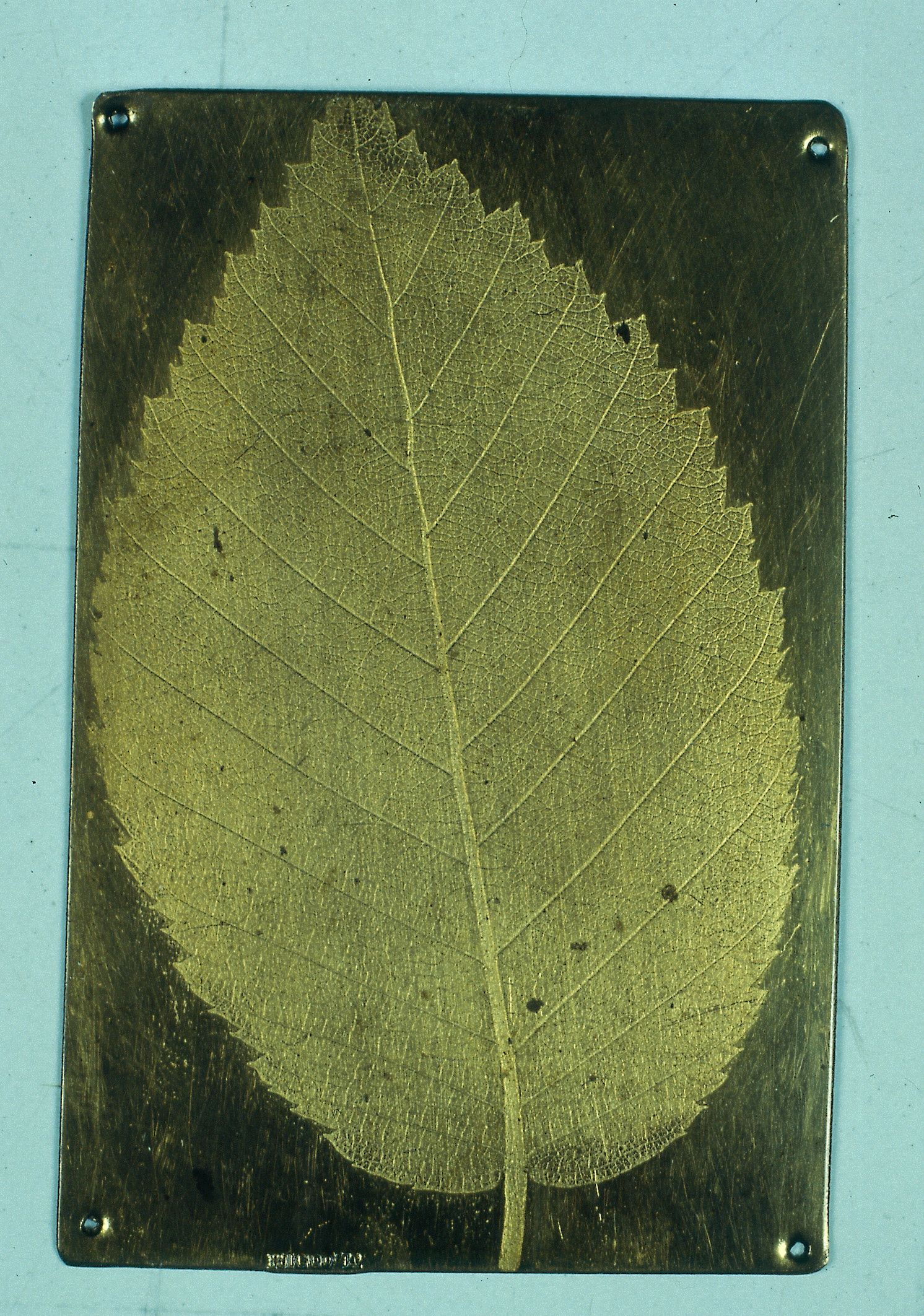
Felice Riccò, Matrice per stampa naturale di una foglia, 1860-1870, acciaio. Museo Civico di Modena

Felice Riccò si applicò personalmente al procedimento della "stampa naturale", apportandovi importanti modifiche, in un dialogo personale con l'inventore viennese. Secondo la formula di Auer l'oggetto da riprodurre veniva collocato fra due lamine, una delle quali era in acciaio mentre l'altra in piombo; queste venivano fatte passare fra i due cilindri di un laminatoio, dai quali la seconda e più malleabile usciva "improntata" con sorprendente nitidezza di particolari. In questo modo si riproducevano svariati oggetti a superficie piana per una via esclusivamente meccanica, che escludeva qualsiasi intervento manuale da parte dell'artista incisore, ma dalla matrice non poteva venir tratto che un numero assai limitato di copie, a causa della scarsa compattezza del materiale impiegato.
Felice Riccò condusse uno studio approfondito, di carattere fisico, sulle forze esercitate dai cilindri del laminato e, impiegando per la matrice materiali compatti come l'acciaio, l'ottone e il rame stagnato, pervenne a riprodurre oggetti delicatissimi come le ali di una farfalla, riuscendo al contempo a trarne un elevato numero di copie.
I risultati positivi ottenuti in questo campo indussero Francesco V a inviare Riccò a Vienna, affinché vi perfezionasse la sua conoscenza nel settore e in quello della fotografia. 
Nel 1857, al ritorno da circa un anno di soggiorno nella capitale austriaca, un'ordinanza ducale dispose che gli fosse destinato un locale all'interno dell'Accademia Atestina di Belle Arti, con l'obbligo di formarvi allievi. Il progetto non trovò tuttavia attuazione pratica, a causa dei rivolgimenti politici che condussero alla cacciata degli Estensi e all'annessione del ducato al Regno d'Italia.

### Autoscultura
Felice Riccò mise a punto anche un'altra tecnica definita "autoscultura" grazie alla quale era possibile riprodurre intagli in legno a basso costo oppure ottenere intarsi e legno lavorato ad imitazione del velluto, come dimostrano i campioni delle raccolte del Museo civico di Modena. 

### La partecipazione alle Esposizioni
Felice Riccò divulgò le proprie invenzioni attraverso le grandi esposizioni che costituivano il più fervido canale di sperimentazione del secondo Ottocento, come attestano i libretti di partecipazione in qualità di espositore a Vienna nel 1873, a Milano nel 1881, a Torino nel 1884, a Bologna nel 1888.
I sogni di veder utilizzati su scala industriale i suoi procedimenti, ed in particolare quello della "stampa naturale", non trovarono però coronamento, a causa del periodo di particolare instabilità politica, inadatto ad ogni impresa economica di tipo innovativo, in cui Riccò si trovò ad operare.

## Le donazioni al Museo Civico di Modena
Nel 1871 Felice Riccò consegnò al Museo civico di Modena un consistente nucleo di materiali relativi alla sua intensa attività di artigiano. Tra di essi figurano oltre cinquecento lastre relative alla tecnica della "stampa naturale", intagli di legno riferibili alla tecnica dell'"autoscultura" e documentazione relativa alla partecipazione a rassegne espositive. Altro materiale venne donato nel 1896 dal figlio Annibale Riccò e nel 1929, 1934 e 1939 da Umberto Campani.